# Defenders of Ardania
Defenders of Ardania est un jeu vidéo de type stratégie en temps réel et tower defense développé par Most Wanted Entertainment et sorti en 2011 sur Windows, PlayStation 3, Xbox 360 et iOS.

## Accueil
- Gamezebo : 1,5/5[1]
- IGN : 4,5/10[2]
- Jeuxvideo.com : 11/20[3]
- TouchArcade : 4/5[4]